# Tongzhi (term)
Tongzhi (同志; letterlijk 'dezelfde wil' of 'hetzelfde doel') is een Chinees neologisme dat sinds de 20e eeuw in verschillende contexten verschillende betekenissen heeft gekregen.

## Politiek
De term werd geïntroduceerd door Sun Yat-sen, de eerste president van de Republiek China, om zijn volgelingen te beschrijven. Na de oprichting van de Volksrepubliek China werd tongzhi in communistische zin gebruikt als 'kameraad'. Het werd in dit geval gebruikt om bijna iedereen aan te spreken: van man en vrouw tot jong en oud. In het begin van de 21e eeuw is deze betekenis van de term steeds meer in onbruik geraakt. Hoewel politici het in formele context zijn blijven gebruiken, werd de 90 miljoen partijleden van de Communistische Partij in oktober 2016 verzocht elkaar 'kameraden' te blijven noemen in plaats van minder egalitaire termen te gebruiken. Zowel in de politiek op het vasteland van China als in Taiwan wordt het gebruikt.

## LGBT
In het hedendaagse Macau en Hongkong verwijst de term voornamelijk naar LHBT'ers (zowel lesbiennes en homoseksuelen als biseksuelen en transgenders) in plaats van naar het traditionele politieke gebruik. Tijdens het Hong Kong Lesbian and Gay Film Festival in 1989 werd tongzhi voor het eerst op deze manier gebruikt, met als doel om relaties van hetzelfde geslacht als positief te presenteren en solidariteit tussen LHBT'ers te suggereren. Daarnaast werd het ook een term om liefde voor hetzelfde geslacht te beschrijven.
LHBT'ers geven de voorkeur aan tongzhi boven de term tóngxìnglìan (同性戀), het formele woord voor homoseksualiteit. De laatstgenoemde term zou te klinisch klinken, met pathologische connotaties. Het is te vergelijken met de Engelse termen homosexual en gay.
In eerste instantie verwees de term uitsluitend naar homoseksuele mannen (mannelijke tongzhi; 男同志) en homoseksuele vrouwen (vrouwelijke tongzhi; 女同志), maar de laatste jaren kreeg de term een breder scala aan betekenissen. Zo laat de Chinese benaming van de Taiwan LGBT Pride Parade (台灣同志遊行) zich vertalen als 'Taiwan Tongzhi Parade', en dus heeft men het tegenwoordig ook over queer, intersekse en aseksualiteit als de term tongzhi wordt gebruikt. Naast dat er, na Tel Aviv, in Taiwan de grootste pride in Azië wordt gehouden, was het land in 2019 eveneens het eerste Aziatische land dat het homohuwelijk legaliseerde.